# Pulled Apart by Horses
Pulled Apart by Horses est un groupe britannique de rock alternatif, originaire de Leeds, en Angleterre.

## Histoire
Pulled Apart by Horses est formé après que Lee Vincent (Concentration Champ) a été contacté par James Brown sur un forum musical. Il cherchait à créer un groupe à la The Jesus Lizard à Leeds. Ils répètent à trois et Robert Lee est invité à jouer de la basse dans un studio de répétition situé à la périphérie du centre ville de Leeds. L'ancien groupe du chanteur principal Tom Hudson, Mother Vulpine (dans lequel il jouait de la basse) se sépare et après que les trois autres membres aient effectué quelques répétitions, ils invitent Tom Hudson à assurer le chant et ils commencent alors à écrire en tant que groupe de quatre.
Le groupe est signé par Transgressive Records en 2009, et sort son premier album éponyme Pulled Apart by Horses le 21 juin 2010. En août 2011, ils se rendent au studio Monnow Valley au Pays de Galles pour enregistrer avec le producteur Gil Norton, et leur deuxième album Tough Love sort le 20 janvier 2012, acclamé par la critique. Après Tough Love, le groupe effectue sa première tournée européenne à guichets fermés et assure les premières parties de Biffy Clyro et Foals. En 2010, ils font la première partie de Muse au Old Trafford Cricket Ground.
En septembre 2014, le troisième album du groupe, Blood, devient leur premier top 40, entrant dans le UK Albums Chart à la 38e place. En 2016, Pulled Apart by Horses enregistre une reprise pour Annie Mac et Radio 1 de la BBC au Royaume-Uni. Le quatrième album du groupe, The Haze, sort en mars 2017 et atteint la 12e place du UK Albums Chart,. En octobre 2021, le groupe signe avec Alcopop! Records, qui sort leur cinquième album, Reality Cheques, au printemps 2022.

## Discographie

### Albums studio
- 2010 : Pulled Apart by Horses
- 2012 : Tough Love
- 2014 : Blood
- 2017 : The Haze
- 2022 : Reality Cheques

### EP
- 2009 : Tour Traxx
- 2010 : Live at Leeds (vinyle)

### Singles
- 2008 : Meat Balloon / Super Hang-on
- 2009 : I Punched a Lion in the Throat / The Crapsons
- 2010 : Back to the Fuck Yeah (extrait de Pulled Apart by Horses)
- 2010 : High Five, Swan Dive, Nose Dive (extrait de Pulled Apart by Horses)
- 2010 :  Yeah Buddy (extrait de Pulled Apart by Horses)
- 2010 : I Punched a Lion in the Throat (réédition) (extrait de Pulled Apart by Horses)
- 2011 : V.E.N.O.M (extrait de Tough Love)
- 2012 :  Wolf Hand (extrait de Tough Love)
- 2012 : Bromance Ain't Dead (extrait de Tough Love)
- 2012 : Epic Myth (extrait de Tough Love)
- 2014 : Hot Squash (extrait de Blood)
- 2014 : Lizard Baby (extrait de Blood)
- 2017 : The Big What If (extrait de Haze)
- 2017 : Hotel Motivation (extrait de Haze)
- 2022 : Sleep in Your Grave (extrait de Reality Cheques)